# Løjenkær

Løjenkær é um vilarejo da municipalidade de Århus, localizado no antigo Condado de Århus, atual Jutlândia Central, na Dinamarca.
É a localidade de nascimento do médico pesquisador e major da SS, Carl Peter Værnet.